# M. John Harrison

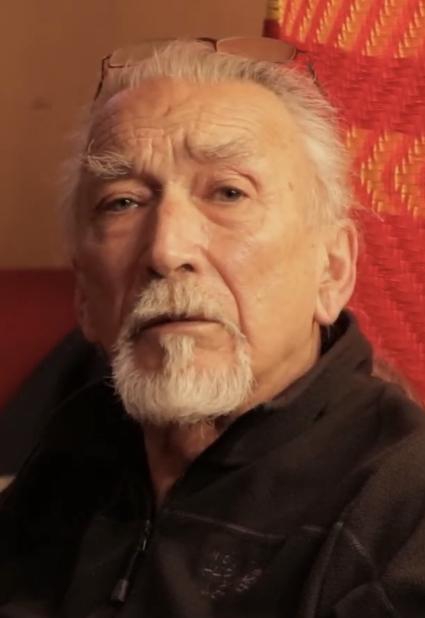
M. John Harrison, 2017

Michael John Harrison (* 26. Juli 1945 in Rugby in Mittelengland) ist ein britischer Science-Fiction-Autor.

## Leben
Michael John Harrison ist der Sohn des Ingenieurs Spencer Harrison und von Dorothy Harrison, geborene Lee. Er arbeitete von 1963 bis 1965 als Junglehrer in Warwickshire und 1966 als Angestellter am Royal Masonic Charity Institute. Seither ist er freier Schriftsteller. Von 1978 bis 1979 war er Redakteur und Kritiker der Zeitschrift New Worlds und lieferte Beiträge für die New Manchester Review.
1971 erschien sein The Pastel City, ein Fantasy-Roman, der in Viriconium spielt, der letzten Stadt einer fernen Zukunft. Die Menschen leben von den Abfällen und Müllhalden der Vergangenheit und verwenden eine Technik, die sie nicht mehr verstehen und nicht mehr reproduzieren können. Diesem ersten Roman folgte 1980 ein weiterer Viriconium-Roman (A Storm of Wings), sowie 1982 und 1984 zwei Bände mit Erzählungen aus Viriconium.
Zusammen mit der Autorin Jane Johnson verwendet er auch das Pseudonym „Gabriel King“.
Harrison lebt derzeit in West-London.

## Auszeichnungen
- 1989: Boardman-Tasker-Preis für Climbers
- 1999: Richard Evans Award
- 2003: James Tiptree, Jr. Award für Light
- 2007: Arthur C. Clarke Award für Nova Swing
- 2008: Philip K. Dick Award für Nova Swing

## Bibliographie

### Serien
Die Serien sind nach Erscheinungsjahr des ersten Bandes geordnet.
Jerry Cornelius (Kurzgeschichten)
- The Ash Circus (1969)
- The Nash Circuit (1969)
- The Flesh Circle (1971)
- The Adventures of Jerry Cornelius: The English Assassin (1980, mit Michael Moorcock)
- The Adventures of Jerry Cornelius (Teile 9 u. 10, 1993, mit Michael Moorcock, Mal Dean und Richard Glyn Jones)

Viriconium
- 1 The Pastel City (1971)
  - Deutsch: Die Pastell-Stadt. Übersetzt von Rosemarie Ott. Bastei-Taschenbuch #21037, 1974, ISBN 3-404-00197-4.
- 2 A Storm of Wings (1980)
  - Deutsch: Das Rauschen dunkler Schwingen. Übersetzt von Rainer Mantz. Bastei-Lübbe-Taschenbuch #20058, 1984, ISBN 3-404-20058-6.
- 3 In Viriconium (1982, auch als The Floating Gods, 1983)
  - Deutsch: Die Götter der Pastell-Stadt. Übersetzt von Rainer Mantz. Bastei-Lübbe-Taschenbuch #20078, 1985, ISBN 3-404-20078-0.
- 4 Viriconium Nights (1984, Sammlung)
- The Lamia and Lord Cromis (1971, Kurzgeschichte)
- Lamia Mutable (1972, Kurzgeschichte, auch als The Bringer with the Window, 1972)
- Events Witnessed From a City (1975, Kurzgeschichte)
- Viriconium Knights (1981, Kurzgeschichte)
- Strange Great Sins (1983, Kurzgeschichte)
- The Lords of Misrule (1984, Kurzgeschichte)
- In Viriconium (1984, Kurzgeschichte)
- The Luck in the Head (1984, Kurzgeschichte)
- A Young Man's Journey to Viriconium (1985, Kurzgeschichte, auch als A Young Man's Journey to London)
- The Dancer from the Dance (1985, Kurzgeschichte)

Tag, the Cat (mit Jane Johnson, auch als Gabriel King)
- 1 The Wild Road (1997)
  - Deutsch: Auf geheimen Pfaden. Heyne (Piazza), 1999, ISBN 3-453-16564-0.
- 2 The Golden Cat (1998)
  - Deutsch: Die Goldene Katze. Heyne (Piazza), 2001, ISBN 3-453-19059-9.
- 3 The Knot Garden (2000)
- 4 Nonesuch (2002)

Kefahuchi-Tract-Trilogie
- 1 Light (2002)
  - Deutsch: Licht. Heyne, 2004, ISBN 3-453-52004-1.
- 2 Nova Swing (2006)
  - Deutsch: Nova. Heyne, 2007, ISBN 3-453-52291-5.
- 3 Empty Space (2012)
- Deutsche Sammlung: Licht. Die Trilogie. Übersetzt von P. H. Linckens und Jakob Schmidt. Heyne, 2014, ISBN 978-3-453-31559-4.

### Einzelromane
- The Committed Men (1971)
  - Deutsch: Idealisten der Hölle. Übersetzt von Waltraud Götting. Bastei Lübbe Science-fiction-Bestseller #22049, 1982, ISBN 3-404-22049-8.
- The Centauri Device (1974)
  - Deutsch: In meiner Hand – die Erde. Bastei Lübbe Science Fiction Bestseller #22031, 1981, ISBN 3-404-22031-5. Auch als: Die Centauri-Maschine. Heyne (Meisterwerke der Science Fiction), 2006, ISBN 3-453-52156-0.
- Climbers (1989)
- The Course of the Heart (1992)
- Signs of Life (1997)

### Sammlungen
- The Machine in Shaft Ten and Other Stories (1975)
- The Ice Monkey and Other Stories (1983)
- Travel Arrangements (2000)
- Things That Never Happen (2002)
- You Should Come with Me Now (2017)

### Kurzgeschichten
- Marina (1966, als John Harrison)
- The Macbeth Expiation (1968)
- Visions of Monad (1968)
- Baa Baa Blocksheep (1968)
- Green Five Renegade (1969)
- London Melancholy (1969)
  - Deutsch: Stadt im Nebel. In: Wulf H. Bergner (Hrsg.): Am Ende aller Träume. Heyne SF&F #3204, 1970.
- The Nostalgia Story (1970)
- The Bait Principle (1970)
- The Floating Nun (Auszug aus The Committed Men, 1970)
- Guilty! (1971)
- Ring of Pain (1971)
- The Causeway (1971)
- The Machine in Shaft Ten (1972, als Joyce Churchill)
- Coming from Behind (1973)
- ‘The Wolf That Follows’ (1974)
- The Centauri Device (1974)
- Running Down (1975)
- Settling the World (1975)
  - Deutsch: Friede auf Erden. In: Werner Fuchs (Hrsg.): Strasse der Schlangen. Knaur Science Fiction & Fantasy #5761, 1983, ISBN 3-426-05761-1.
- The Orgasm Band (1975)
- The Incalling (1978)
- The Ice Monkey (1980)
- The Sudden Embodiment Of Benedict Paucemanly (1980)
- Egnaro (1981)
- The New Rays (1982)
- The Quarry (1983)
- Old Women (1984)
- Small Heirlooms (1987)
  - Deutsch: Kleines Erbstück. In: Ellen Datlow, Terri Windling (Hrsg.): Das neue Buch der Fantasy. Bastei Lübbe Paperback #28191, 1990, ISBN 3-404-28191-8.
- The Gift (1988)
- The Great God Pan (1988)
- The Horse of Iron & How We Can Know It & Be Changed By It Forever (1989)
- GIFCO (1992)
- The Dead (1992, mit Simon Ings)
- Anima (1992)
- Isobel Avens Returns to Stepney in the Spring (1994)
- Empty (1995)
- I Did It (1996)
- Seven Guesses of the Heart (1996)
- The Rio Brain (1996, mit Simon Ings)
- The East (1996)
- Black Houses (1998)
- Science & The Arts (1999)
- Suicide Coast (1999)
- The Neon Heart Murders (2000)
- Entertaining Angels Unawares (2002)
- Cicisbeo (2003)
- Tourism (2004, auch als: Tourists)
- From Climbers (2006)
- Two Extracts from a New Book (2006)
- The Good Detective (2007)
- Keep Smiling with Great Minutes (2008)
- Places You Didn't Think to Look for Yourself (2008)
- Name This City (2009)
- The Walls (2011)
- Anti Promethean (2011)
- In Autotelia (2012)
- Elf Land: The Lost Palaces (2012)
- Recovering the Rites (2012)
- In the Crime Quarter (2012)
- Lost & Found (2012)
- A Web (2012)
- Last Transmission from the Deep Halls (2013)
- Rockets of the Western Suburbs (2013)
- Cave and Julia (2013)
- Explaining the Undiscovered Continent (2013)
- Cries (2013)
- Awake Early (2013)
- Getting Out of There (2013)
- Jackdaw Bingo (2013)
- Royal Estate (2013)
- Psychoarcheology (2014)
- Earth Advengers (2014)
- Back to the Island (2014)
- Animals (2014)
- Alternate World (2015)
- Babies from Sand (2016)
- At the Seaside (2017)
- Dog People (2017)
- Here (2017)
- Imaginary Reviews (2017)
- Jack of Mercy's (2017)
- Self-Storage (2017)
- Studio (2017)
- The Crisis (2017)
- The Old Fox (2017)
- The Theory Cadre (2017)
- Under the Ginger Moon (2017)
- Yummie (2017)

### Sachliteratur
- Parietal Games: Critical Writings by and on M. John Harrison (2005, mit Mark Bould und Michelle Reid)